# يان تشابكوفيتش
يان تشابكوفيتش (مواليد 11 يناير 1948) هو لاعب كرة قدم. يلعب مع منتخب تشيكوسلوفاكيا لكرة القدم. سبق له أن لعب في كأس العالم لكرة القدم مع منتخب بلاده.

## روابط خارجية
- يان تشابكوفيتش على موقع الاتحاد الدولي (مؤرشف)  (الإنجليزية)
- يان تشابكوفيتش على موقع الاتحاد الأوربي (الإنجليزية)
- يان تشابكوفيتش على موقع قاعدة بيانات كرة القدم.إي يو (الإنجليزية)
- يان تشابكوفيتش على موقع ناشيونال فوتبول تيمز (الإنجليزية)